# Tiago Filipe Fernandes Martins
Tiago Filipe Fernandes Martins (sinh ngày 28 tháng 9 năm 1998) là một cầu thủ bóng đá người Bồ Đào Nha thi đấu cho Vitória S.C. B, ở vị trí thủ môn.

## Sự nghiệp bóng đá
Vào ngày 13 tháng 5 năm 2018, Martins có màn ra mắt cho Vitória Guimarães B trong trận đấu tại LigaPro 2017–18 trước Nacional.